# Martin Borch

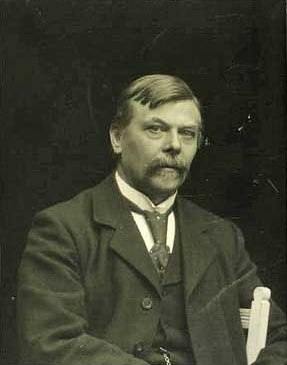
Martin Borch

Martin Borch (* 1. März 1852 in Skjern; † 8. Februar 1937 in Kopenhagen) war ein dänischer Architekt und königlicher Gebäudeinspektor.

## Familie
Er war Sohn von Friedrich Borch (1807–1868) vom Skjerngaard in Jütland und Johanne Frederikke Borch, geb. Frausing (1809–1886).
Am 28. Juli 1880 heiratete er in Randlev die Schwester von Martin Nyrop, Marie Henriette Nyrop (* 29. September 1853 auf Holmsland; † 10. September 1943 in Kopenhagen), Tochter des Pastoren Christopher Nyrop (1805–1879) und Helene Nyrop geb. Ahlmann (1807–1874). Martin Borch ist auf dem Friedhof von Hørsholm begraben.
Sein Sohn, Christen Borch, wurde auch Architekt. Eine Zeitlang arbeiteten Vater und Sohn miteinander und der Sohn übernahm viele Aufgaben des Vaters, jedoch ohne die Stellung des Königlichen Gebäudeinspektors zu erreichen.

## Ausbildung
Martin Borch besuchte die Lateinschule in Randers von 1863 bis 1866 und die Zeichnerschule von C.V. Nielsen von 1868 bis 1869. Nachdem er seine Lehre als Zimmermann 1870 mit dem Gesellenbrief abgeschlossen hatte, besuchte er die Königlich Dänische Kunstakademie und gewann 1878 die kleine Goldmedaille (für Eine Bibliothek im gotischen Stil). Im gleichen Jahr war er Zeichner bei Helvig Conrad Engelhardts archäologischen Untersuchungen in Thy wie schon 1874, wo er an Vermessungen an Mittelalterkirchen auf Bornholm teilgenommen hatte. Er lernte auch Aquarelltechnik und malte sein Leben lang. Im hohen Alter begann er Skulpturen zu machen.

## Arbeitsleben
Borch wurde unter anderem von Hans Jørgen Holm in Architektur unterrichtet. Gemeinsam mit Martin Nyrop und Hack Kampmann ist Borch einer der bedeutendsten Vertreter der Nationalromantik. 1901 gewann er die Eckersberg Medaille der Königlichen Dänischen Kunstakademie für die Sankt-Andreas-Kirche in Kopenhagen. Von 1903 bis 1923 war Martin Broch königlicher Gebäudeinspektor im 1. seeländischen Distrikt und erhielt deswegen viele Aufgaben für u. a. die Universität Kopenhagen und die Dänische Nationalbank. Er war Ritter des Dannebrogorden.
Das Schicksal hat seinen Werken jedoch nicht große Gunst erwiesen. Seine Hauptwerke, wie das Rigshospitalet, wurden abgerissen, einige seiner überlebenden Werke sind durch Umbau stark verändert und von den restliche Gebäuden stehen nur wenige unter Denkmalschutz. Die Sankt-Andreas-Kirche soll als Kirche geschlossen werden und ihre Zukunft ist damit ungewiss.

## Andere Vertrauensposten
Borch war von 1881 bis 1912 Architekt für 'De Danske Spritfabrikker', 1884–1920 Architekt für König Friedrich VII. Stiftung auf Schloss Jægerspris, 1893–1899 Assistent an der Architektenschule der Königlich Dänischen Kunstakademie, wurde 1901 Mitglied der Kunstakademie und war von 1908 bis 1920 Mitglied des Akademierats. Er war auch Mitglied des Ausschusses 'die besondere Kirchenaufsicht', der lt. Gesetz vom 19. Februar 1861 die ältesten dänischen Volkskirchen überwachen sollte. Von 1908 bis 1936 war er Architekt für die Børsen und von 1920 bis 1931 Vorsitzender des Künstlerheims.

## Ehrungen
- 1889: Ministerieller Reisezuschuss
- 1891 und 1901: Stipendium der Akademie
- 1894 und 1901: Eckersberg Medaille
- 1901: Ritter des Dannebrog
- 1910: Dänische Verdienstmedaille in Gold
- 1916: Silbernes Ehrenkreuz der Dannebrogmänner
- 1929: Ehrenmedaille des Akademischen Architektenvereins

## Werke

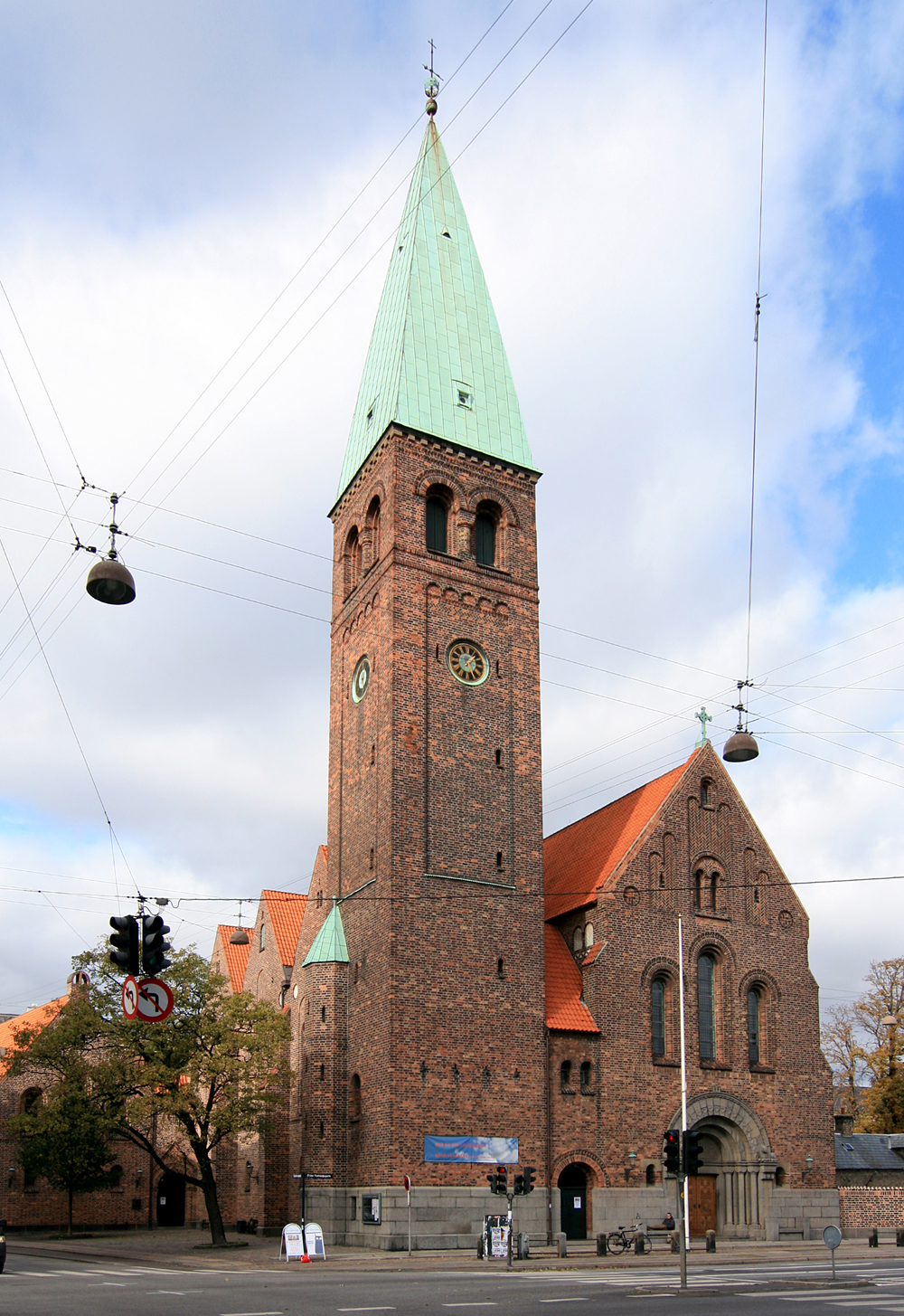
Sankt-Andreas-Kirche

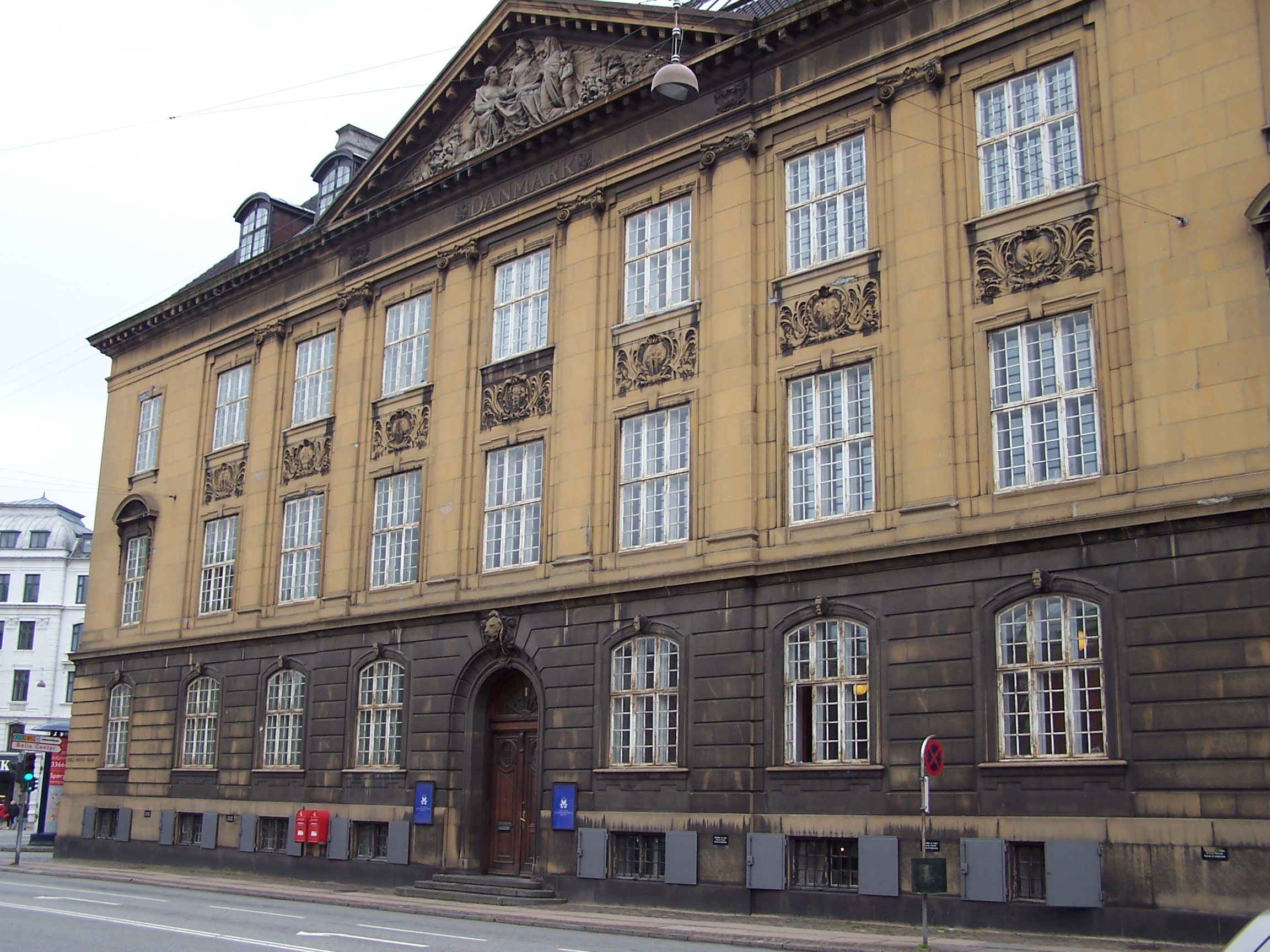
Gebäude der Versicherungsgesellschaft Danmark

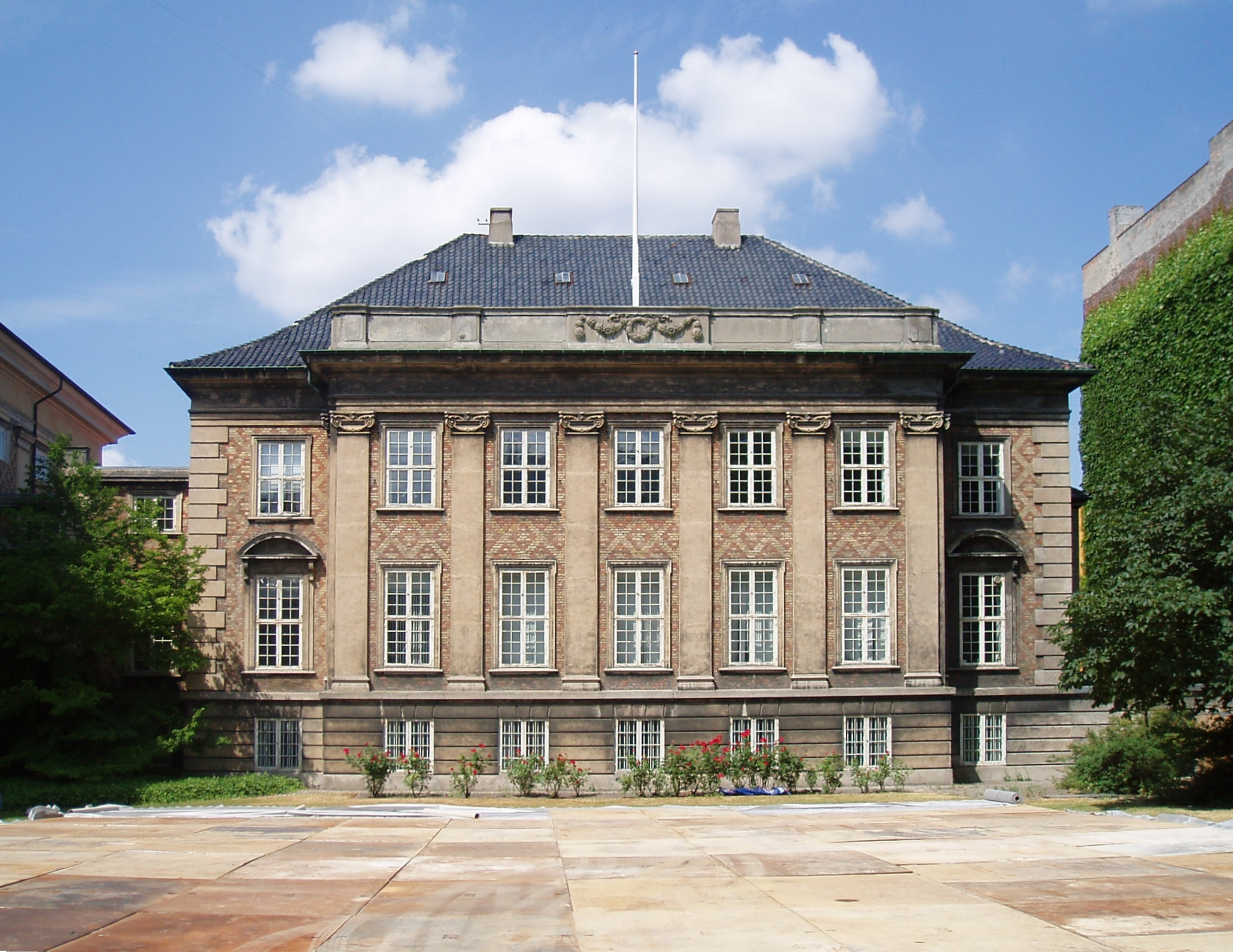
Østre Landsret - (Oberlandesgericht Ost)

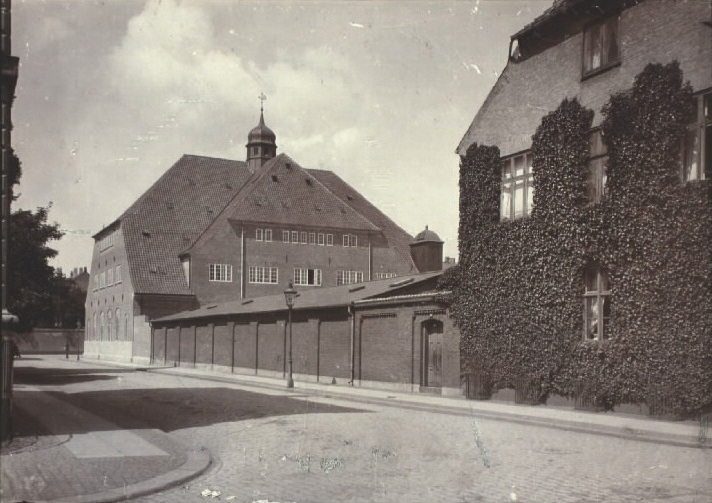
Postgutexpeditionsgebäude

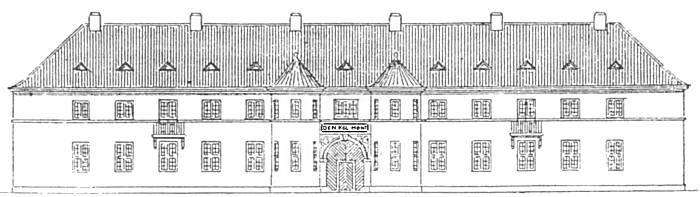
Die Architektenzeichnung von Martin Borch für die Münze am Amager Boulevard 115 in Kopenhagen (1923–1978). Die Zeichnung stimmt nicht genau mit dem wirklichen Gebäude überein. Das Türmchen, das das Gebäude zierte, war die Besonderheit.

- 1886 – Dänische Spiritusfabriken in Roskilde, Ringstedgade 76 A-78, 1964 unter Denkmalschutz gestellt.
- 1886 – Kinderabteilung, Christiansminde, Schloss Jægerspris
- 1887 – Zuchtställe und Anbau, Christiansminde, Schloss Jægerspris
- 1888 – Das große Königszimmer auf der Nordischen Industrie-, Landwirtschaft- und Kunstausstellung in Kopenhagen (nach der Ausstellung ins Dänisches Nationalmuseum gebracht)
- 1889 – Umbau von Holstenshuus' Hauptgebäude, das 1908 brannte und von Jens Vilhelm Petersen wiedererrichtet wurde und 1990 unter Denkmalschutz gestellt wurde.
- 1892 – Wasserturm in Køge
- 1892–93 – Landesarchiv Fünen, Jernbanegade 36, Odense. 1984 unter Denkmalschutz gestellt.
- 1893 – Gårdbogård, Gårdbovej 300 in Ålbæk. 1990 unter Denkmalschutz gestellt.
- 1983 – Bürgerschule, jetzt Skizzensammlung des Kunstmuseums Køge, in der Nørregade 29.
- 1895 – Marmormole in Kopenhagens Freihafen, teilweise abgerissen.
- 1895–1920 – 10 Häuslerhöfe in Gisselfeld, Gisselfeldvej 3-5, Faxe
- 1897 – Skoven Kirke, Skovkirkevej 2, 3630 Jægerspris
- 1897 – Villa, Scherfigsvej 5, Kopenhagen
- 1897–98 – Ausbau von Brattingsborg, Brattingsborg 1B, 8305 Samsø
- 1898–99 – Schwanenapotheke, Skomagergade 12, Roskilde
- 1899 – Anbau für Erholm, Nørregade 2, Kopenhagen
- 1899 – Amaliegade 12 im Hof, Kopenhagen
- 1899–1900 – Schule der Dänischen Gesellschaft, Forchhammersvej 18, Frederiksberg
- 1899–1900 – Laden- und Bürohaus, Nørregade 2, Kopenhagen
- ca. 1900 – Neue Fassade für die Orgel in der Køge Kirche, Kirkestræde 29, Køge
- 1900 – Kapelle auf dem neuen St.-Nikolai-Friedhof, Køge
- 1900 – Pfarrhof, Skoven Kirche bei Jægerspris
- 1901 – Sankt-Andreas-Kirche, Gothersgade 148, København
- 1901–03 – Verwaltungsgebäude der Versicherungsgesellschaft 'Gjensidige', jetzt Det Kongelige Danske Musikkonservatorium, Niels Brocks Gade 1, Kopenhagen
- 1902–03 – Anbau an das Reichstagsgebäude jetzt Oberlandersgericht Ost, Kopenhagen
- 1903 – Snubbekreuz, Vridsløsemagle Mark
- 1905–07 – Speicher für die Universität Kopenhagen
- 1905–11 – Rigshospitalet am Blegdamsvej, abgerissen 1956, Hauptgebäude abgerissen 1985
- 1906–07 – Anbau an das Verwaltungsgebäude der Staatsanstalt für Lebensversicherungen, Havnegade 25, Kopenhagen
- 1907 – Krankenhaus Køge, Sygehusvej, Køge
- 1908 – Jugendheim in Aarup
- 1909 und 1913 – Um- und Anbau, Amaliegade 5, Kopenhagen
- 1910 – Postgutverwaltung, Amaliegade, Kopenhagen, abgerissen 1973
- 1914 – Villa Shaw, Hillerødvejen 3, Fredensborg
- 1915–16 – Studienhof, Studiestræde 6, Kopenhagen
- 1916 – Sommerhus, Teglstrup Hegn mit dem Sohn Christen Borch
- 1916 – Villa Gyttegård, Billundvej 47, Billund, 1996 unter Denkmalschutz gestellt.
- 1917 – Um- und Anbau, Dänische Nationalbank, Holmens Kanal/Havnegade, abgerissen 1977
- 1918–22 – Röntgenabteilung, Rigshospital
- 1918–26 – Um- und Anbau, Die Königliche Veterinär- und Landwirtschaftshochschule, Frederiksberg
- 1920 – Postamt Næstved, Banegårdspladsen 1, Næstved
- 1920 – Institut für theoretische Physik, jetzt das Niels-Bohr-Institut, Blegdamsvej 15, Kopenhagen
- 1921–23 – Studentenwohnheim, Tagensvej 15, Kopenhagen
- 1922–23 – Königliche Münze, Amager Boulevard 115, Kopenhagen

## Projekte - Wettbewerbe
- Staats Museum für Kunst (1885 und 1886, Wettbewerb, Prämie und Zusatzprämie)
- Christiansborg Schloss (1887 und 1888, prämiert)
- Das Landesarchiv für Seeland (1890, 2. Preis)
- Ny Carlsberg Glyptotek (1891, Wettbewerb)
- Skt. Andreas Kirke, Kopenhagen (1897, Wettbewerb, 1. Preis)
- Die Privatbanken (1900, Wettbewerb)
- Statshusmandsboliger (Staatshäuslerwohnungen) (1908, Wettbewerb, 1. und 2. Preis)
- Die Sprechszene, Det Kongelige Teater (1910–11)
- Universität Aarhus (1926)